# La Unión (Quinindé)
La Unión ist eine Kleinstadt und eine Parroquia rural („ländliches Kirchspiel“) im Kanton Quinindé der ecuadorianischen Provinz Esmeraldas. Die Parroquia besitzt eine Fläche von 657,3 km². Die Einwohnerzahl lag im Jahr 2010 bei 19.924. Für 2015 wird eine Einwohnerzahl von 25.257 prognostiziert. Die Parroquia besteht aus 27 Barrios urbanos sowie 63 Recintos rurales. Die Barrios urbanos bilden das eigentliche Stadtzentrum mit dem Sitz der Verwaltung (Cabecera parroquial).

## Geschichte
Mitte der 1940er Jahre wurden mehrere Familien im Rahmen der Colonia Unión Nacional Ecuatoriana in dem Gebiet angesiedelt. Im Jahr 1947 wurde der Bau der Fernstraße Santo Domingo de los Colorados–Quinindé beschlossen, welche an La Unión vorbeiführt.

## Lage
Die Parroquia liegt im Tiefland von Nordwest-Ecuador. Die Parroquia erstreckt sich über den Süden des Kantons Quinindé. La Unión liegt auf einer Höhe von 150 m an der Fernstraße E20 (Esmeraldas–Santo Domingo de los Colorados), 14 km nördlich von La Concordia sowie 22 km südsüdöstlich von Rosa Zárate (Quinindé). Das Verwaltungsgebiet wird vom Río Quinindé im Westen sowie vom Río Blanco im Osten begrenzt.
Die Parroquia La Unión grenzt im Norden an die Parroquia Rosa Zárate, im Osten an den Kanton Puerto Quito (Provinz Pichincha), im Süden an die Parroquias La Concordia, La Villegas und Monterrey (alle drei im Kanton La Concordia, Provinz Santo Domingo de los Tsáchilas) sowie im Westen an die Parroquias Chibunga und Pedernales (beide in der Provinz Manabí).